# Paredón (Coahuila)
Paredón es una población del estado mexicano de Coahuila de Zaragoza, localizada en la zona desértica del municipio de Ramos Arizpe, fue anteriormente un importante centro ferrocarrilero.

## Localización y demografía
Paredón es una pequeña localidad situada en la coordenadas geográficas 25°56′51″N 100°56′01″O / 25.94750, -100.93361 y a una altitud de 770 metros sobre el nivel del mar, en pleno desierto de Coahuila, a unos 80 kilómetros al norte de la ciudad de Saltillo, Coahuila y a unos 90 al noroeste de Monterrey, Nuevo León. 

## Historia
En Paredón se cruzan dos de las principales líneas de ferrocarril del norte de México, la línea que desde la ciudad de México conduce a Piedras Negras en sentido sur-norte y en sentido este-oeste la que una a Torreón, Coahuila con Monterrey y posteriormente con Matamoros, Tamaulipas, por ello con el auge de los ferrocarriles en el gobierno de Porfirio Díaz se convirtió en un importante centro de actividad ferrocarrilera, al estallar la Revolución mexicana el ferrocarril fue el principal medio de transporte para las tropas tanto federales como revolucionarias, lo que convirtió a Paredón en un centro estratégico para la movilización de las tropas, teniendo lugar en la Batalla de Paredón, donde las fuerzas revolucionarias triunfaron sobre el ejército federal, siendo una de las batallas que llevó a su derrota al gobierno de Victoriano Huerta.
Este hecho quedó inmortalizado en los versos de uno de los más célebres corridos de las Revolución, Siete Leguas:

Oye tu Francisco Villa, ¿que dice tu corazón?
Ya no te acuerdas valiente, ¿que atacaste Paredón? Ya no te acuerdas valiente, ¿que tomaste a Torreón?
Corrido "Siete Leguas"